# Pontechium maculatum
Pontechium maculatum ist die einzige Pflanzenart der Gattung Pontechium in der Familie der Raublattgewächse (Boraginaceae).

## Beschreibung

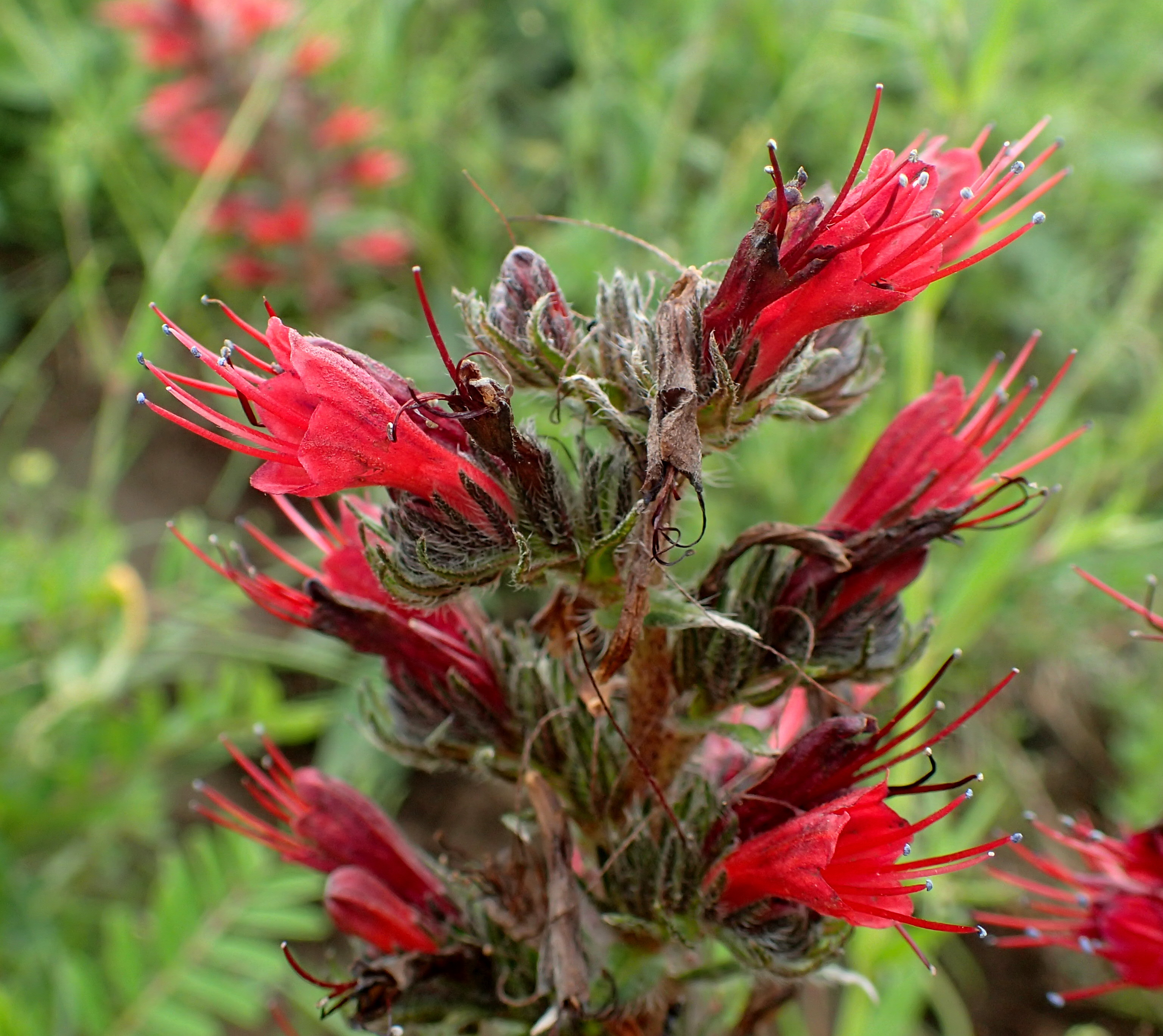
Blütenstand

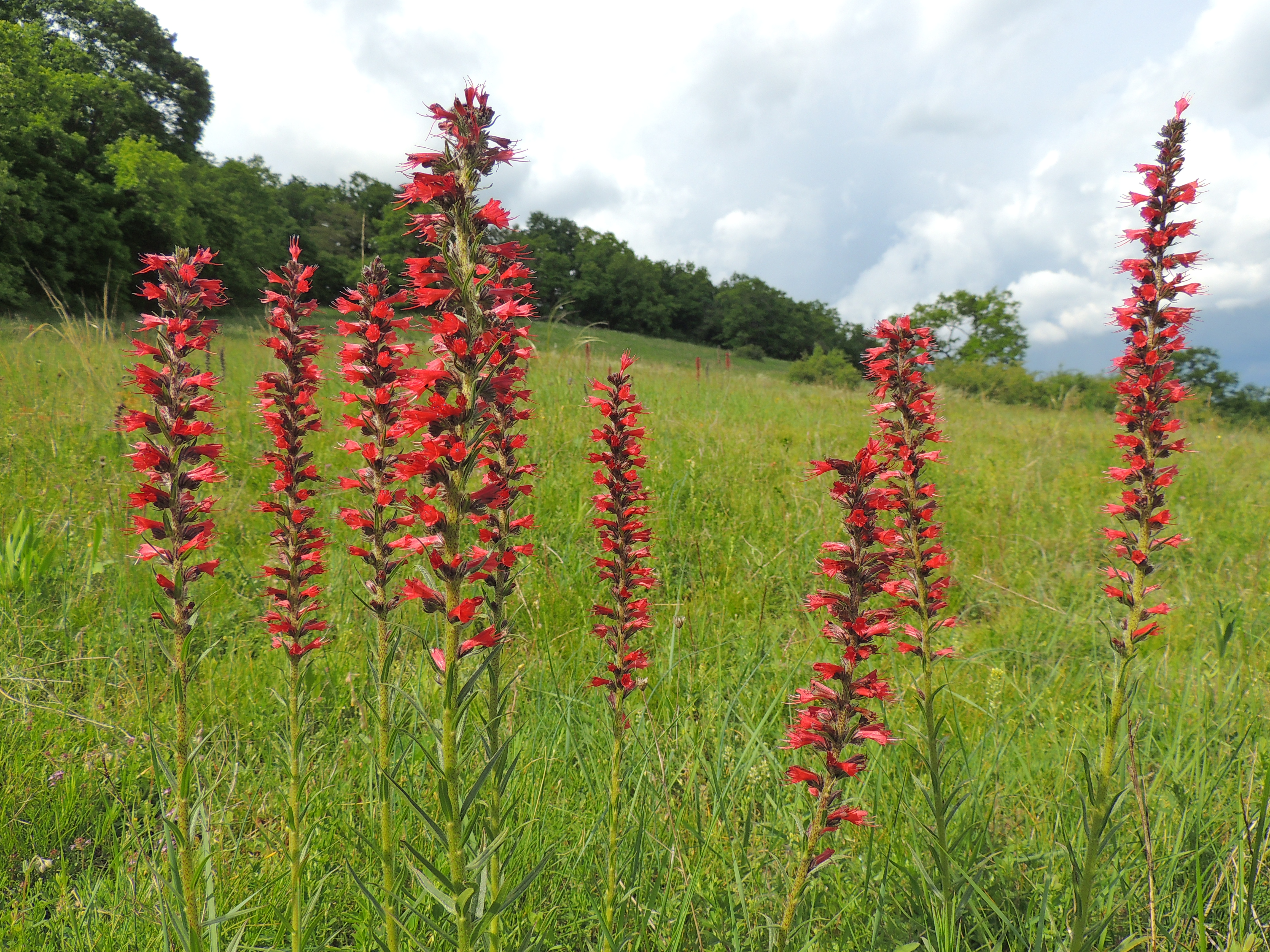
Pontechium maculatum

Pontechium maculatum ist eine borstig behaarte, aufrecht wachsende, zweijährige Pflanze, die einen einzelnen oder mehrere blütentragenden Stängel ausbildet. Sie erreicht eine Wuchshöhe von meist 40 bis 70 (30 bis 100) cm. Die Grund- und Stängelblätter sind 55 bis 100 mm lang und 4 bis 10 mm breit. Ihre Form ist lanzettlich bis schmal elliptisch mit verschmälertem Grund; die Behaarung besteht aus anliegenden, weichen Borsten.
Der Blütenstand ist ein ährenähnlicher Thyrsus. Der Kelch ist 5 bis 6 mm lang. Die Krone ist 9 bis 12 mm lang, mehr oder weniger trichterförmig und dunkelrot gefärbt. Vier bis fünf Staubblätter stehen weit aus der Krone heraus, die Staubfäden sind rot. Der ungeteilte Griffel endet in einer zweiköpfigen Narbe (Lupe).
Die Blütezeit reicht von Mai bis Juni. Die Chromosomenzahl beträgt 2n = 24.

## Systematik
Die Abtrennung von der Gattung Echium wird mit abweichenden Sequenzen von Abschnitten der Kern- und Plastiden-DNA und mit der von allen Natternkopf-Arten abweichenden zweiköpfigen statt zweispaltigen Narbe begründet.
Viel gebrauchte Synonyme sind Echium maculatum L. (gültiger Name in der Gattung Echium), Echium rubrum Jacq. und Echium russicum J.F.Gmel.

## Vorkommen und Standorte
Pontechium maculatum kommt im östlichen Mitteleuropa (Süd-Mähren, Slowakei, Ungarn) und in Südosteuropa vor, in Zentralrussland reicht die Verbreitung im Norden bis an den 55. Breitengrad. Das Gesamtverbreitungsgebiet umfasst auch die Türkei und den Kaukasusraum.
In Österreich tritt Pontechium maculatum sehr selten im nördlichen Burgenland auf; dieses Vorkommen ist vom Aussterben bedroht, es kann aber nicht ausgeschlossen werden, dass es auf Ansalbung beruht.
Sie wächst auf Steppenrasen, Wiesen, unkultivierten Hängen und in Gebüschen.